# Liga Argentina por los Derechos del Hombre
La Liga Argentina por los Derechos Humanos es una asociación que fue fundada con el nombre de Liga Argentina por los Derechos del Hombre en Buenos Aires, Argentina, en una  asamblea realizada en los salones del diario Crítica el 20 de diciembre de 1937 y es “reconocida únicamente como la primera experiencia histórica en materia de agrupamiento de reconocidas personalidades y militantes en defensa de la legalidad constitucional“ en el país. Actualmente se la conoce como Liga Argentina por los Derechos Humanos. En 2018 la Liga cambia su nombre a la denominación actual.

## Antecedentes
La creación de la Liga tuvo como antecedentes las organizaciones Comité Pro Amnistía a los Presos Políticos y Exiliados de América y  Socorro Rojo Internacional. El primero, integrado básicamente por abogados ligados al Partido Comunista, se encargaba de procurar  asistencia técnica a los perseguidos por dictaduras militares y gobiernos autoritarios en toda América y el segundo, surgido en los principios del siglo XX como iniciativa de la III Internacional,  se ocupaba de los obreros presos y perseguidos, mediante visitas a las cárceles, ayuda económica, etc. Sus referentes en Argentina eran Francisco Muñoz Diez, Jesús Manzanelli, Alcira de la Peña y Fanny Edelman.

## Fundación

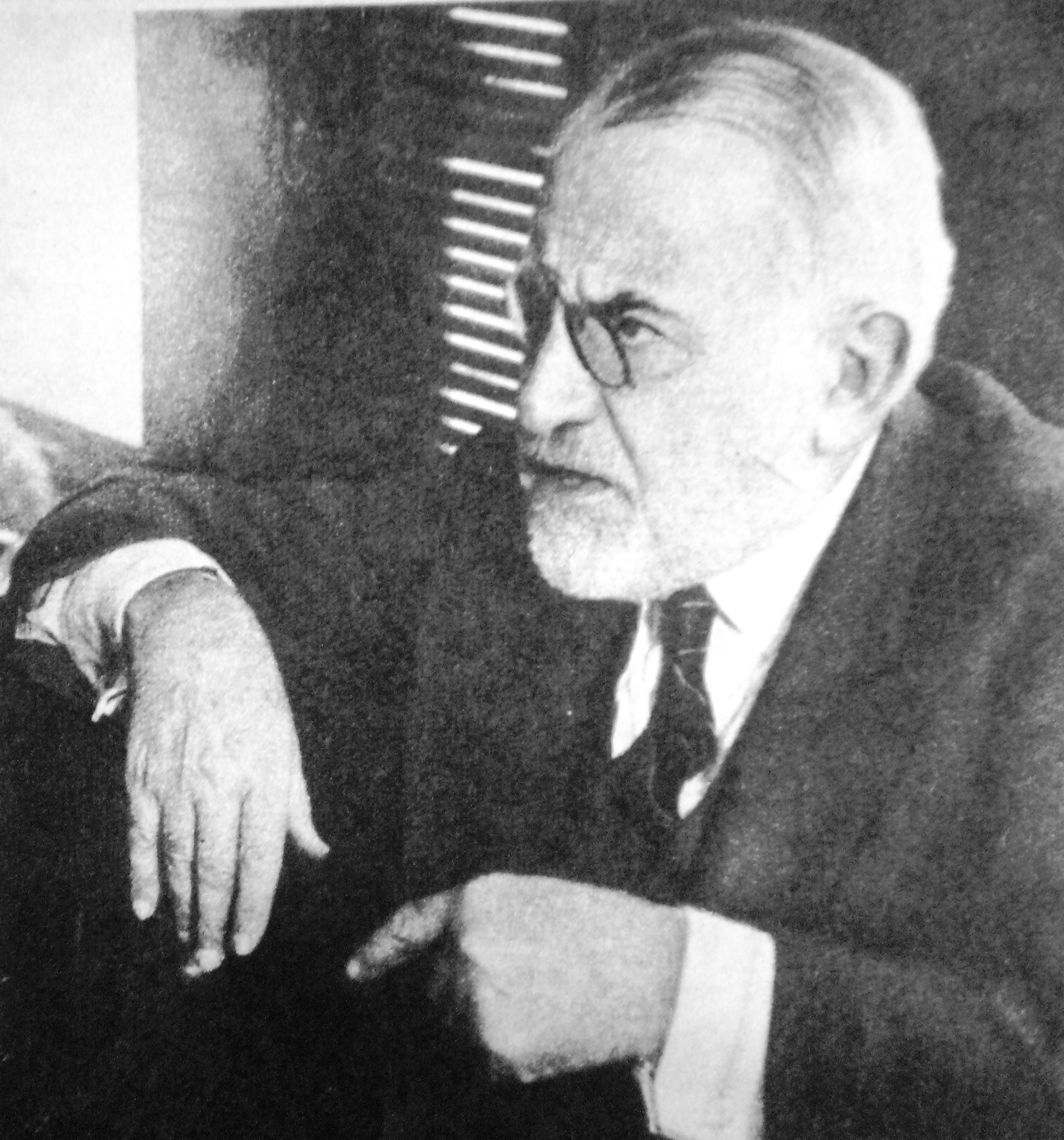
Lisandro de la Torre fue el primer presidente del consejo consultivo.

A finales de 1937 había en Argentina un creciente número de presos políticos detenidos y además desde la policía, especialmente por su “Sección Especial para la Represión del Comunismo” se perseguía, detenía y torturaba a opositores, lo que llevó al abogado Francisco Mario Pita y la médica Alcira de la Peña a encarar la formación de una entidad que en lugar de estar como aquellos, prácticamente dirigidos, orientados e impulsados por los comunistas, tuviera mayor amplitud tanto en cuanto a sus componentes como en sus propósitos, plasmados en una plataforma que abarcaba todos los temas de derechos humanos. La Institución fue creada el 20 de diciembre de 1937.  
La Liga Argentina por los Derechos del Hombre nace como un espacio plural en el que conviven distintas vertientes del pensamiento democrático y progresista, lo que se reflejó en la elección de sus primeras autoridades: Lisandro de la Torre, senador por el Partido Demócrata Progresista, como presidente del Consejo Consultivo y Mario Bravo, del Partido Socialista como presidente de la Junta Ejecutiva Nacional, más Carlos Sánchez Viamonte y Juan Atilio Bramuglia, también del Partido Socialista, Fabián Onsari y el coronel Atilio Cattáneo, de la Unión Cívica Radical, Francisco Mario Pita y Augusto Bunge, del Partido Comunista,  Rodolfo Aráoz Alfaro y Benito Marianetti, del Partido Socialista Obrero y Deodoro Roca, uno de los impulsores de la Reforma Universitaria de 1918.En ese marco, la Liga estimuló la creación de filiales barriales y provinciales que, además de difundir las actividades de la institución, constituían una importante cantera de militantes.

## Historia
En 1949 una Comisión Bicameral creada por el Congreso Nacional bajo la conducción de los diputados José Emilio Visca y Rodolfo Decker clausura periódicos y la sede de la Liga hasta 1955 en que es derrocado Juan Domingo Perón.
En febrero de 1976 comienzan a reunirse en la sede de la Liga grupos de madres y familiares de las víctimas de la represión, buscando formas de actuar desde lo jurídico y lo político. De esas reuniones surgió en septiembre de 1976 Familiares de Desaparecidos y Detenidos por Razones Políticas, se constituida como organismo autónomo, con su propio programa reivindicativo y de acción, pero siempre reconociendo la solidaridad de la Liga en los tiempos de su constitución.
Entre los motivos del desprendimiento de los grupos formados dentro de la Liga pueden mencionarse:  a) el carácter excepcional de la dictadura iniciada en 1976, que, a pesar declararse continuidad de las anteriores, desplegó una capacidad represiva inédita, atacando a un amplísimo espectro de sujetos sociales y populares que resultaban víctimas del terrorismo de Estado; esto determinaba una variedad de víctimas y de enfoques distintos generados por ellas o sus familiares -incluso en la caracterización de la situación y las posibles armas para enfrentar la represión-; y b) la obvia necesidad de algunos espacios de autonomizarse en virtud de su propio carácter de afectados directos -Familiares, Madres de Plaza de Mayo- tratando de lograr una solución desde un planteo de tipo personal, más allá de las coincidencias con organismos tales como la Liga o la Asamblea Permanente por los Derechos Humanos.
La búsqueda de una coordinación entre organismos y espacios dispuestos a pelear por la vigencia de los derechos humanos fue un principio fundamental de la institución, que siempre impulsó la acción coordinada como arma de resistencia a la dictadura. Junto con otros organismos como Madres de Plaza de Mayo, la Asamblea Permanente por los Derechos Humanos, el Centro de Estudios Legales y Sociales, el Movimiento Ecuménico de Derechos Humanos, el Servicio de Paz y Justicia y Familiares construyó el principal frente de oposición y resistencia que entre otras actividades incluyó la preparación del folleto ¿Dónde están? 5.581 desaparecidos, la realización de denuncias a la Comisión Interamericana de Derechos Humanos de la Organización de Estados Americanos en septiembre de 1979, petitorios al gobierno de facto pidiendo la derogación del estado de sitio, la regularización de la situación procesal de los presos a disposición del Poder Ejecutivo, el esclarecimiento de los secuestros y detenciones ilegales, la solución del problema de los detenidos desaparecidos y sus hijos nacidos en cautiverio y la presentación de miles de acciones de habeas corpus ante el Poder Judicial en forma colectiva.
El 5 de octubre de 1982 fue la primera gran movilización popular convocada por distintos organismos de derechos humanos, entre ellos la Liga, para realizar la “Marcha por la Vida” a Plaza de Mayo bajo el lema “aparición con vida”.  Los más de 15.000 participantes no pudieron llegar a la Plaza por la intervención policial. Estos organismos presentaron más adelante un documento común a la iniciación del “Juicio a las juntas”.

### Denuncia judicial de la Liga en el caso Maldonado
El 29 de agosto  de 2017 la Liga Argentina por los Derechos del Hombre, representada por Graciela Rosenblum y José Schulman, con el patrocinio jurídico de los letrados Eduardo Barcesat y Jorge Cholvis del Instituto Sampay en representación del colectivo de abogados que asesoró a la Liga en la presentación de la denuncia, denunció como presuntos autores de los delitos de “desaparición forzada de personas”, “encubrimiento”, “violación de los deberes de funcionario público” y “abuso de autoridad”, en el caso de la desaparición de Santiago Maldonado, al presidente de la Nación, Mauricio Macri, el jefe de Gabinete de Ministros, Marcos Peña, la ministra de Seguridad, Patricia Bullrich, la cúpula de la Gendarmería y otros altos cargos.
El 29 de noviembre de 2018 el juez Guillermo Lleral dictó la sentencia definitiva, cerrando las dos causas a su cargo y dando por concluida la investigación de la muerte de Santiago Maldonado, atribuyéndola a “un conjunto de incidencias”, respecto de las cuales “nadie” era responsable. El juez concluyó que "ha quedado de plano descartada la sospecha de que los funcionarios de la Gendarmería Nacional Argentina hayan participado de la desaparición y fallecimiento de Santiago Andrés Maldonado, razón por la cual dictó también el sobreseimiento definitivo del gendarme Emmanuel Echazú, quien era el único imputado, luego de que declarara que oyó que un gendarme gritando "Tenemos a uno" y que se conociera la fotografía que lo mostraba volviendo de la costa del río, con una herida en la cara.
El 12 de diciembre de 2019, la sala IV de la Cámara Federal de Casación Penal rechazó los recursos tanto de la defensa como de las partes querellantes y dispuso continuar la investigación de algunos aspectos de la causa con un nuevo juez. La familia Maldonado calificó a este fallo de engañoso y contradictorio, por considerar que descartaba la hipótesis de desaparición forzada. Asimismo criticó dichos de la ministra Sabina Frederic, quien citando a Bullrich aseguró que ella "tampoco tiraría a un gendarme por la ventana".